# Crimes of Passion (album Pat Benatar)
Crimes of Passion drugi je studijski album američke rock pjevačice Pat Benatar. Objavljen je 1980. godine.

## Popis pjesama
1. Treat Me Right (Benatar, Lubahn) – 3:24
2. You Better Run (Brigati, Cavaliere) – 3:02
3. Never Wanna Leave You (Benatar, Geraldo, Neil Giraldo) – 3:13
4. Hit Me with Your Best Shot (Eddie Schwartz) – 2:51
5. Hell Is for Children (Benatar, Roger Capps, Geraldo, Giraldo) – 4:48
6. Little Paradise (Geraldo, Giraldo) – 3:32
7. I'm Gonna Follow You (Steinberg) – 4:28
8. Wuthering Heights  (Kate Bush) – 4:28
9. Prisoner of Love (Sheets) – 2:05
10. Out-a-Touch (Benatar, Geraldo, Myron Grombacher) – 4:16

## Osoblje
- Pat Benatar - vokali
- Neil Giraldo - gitara, klavijature, vokali
- Scott St. Clair Sheets - ritam gitara
- Roger Capps - bas-gitara
- Myron Grombacher - bubnjevi

## Singlovi
| Godina | Naslov                       | Ljestvica                 | Pozicija |
| ------ | ---------------------------- | ------------------------- | -------- |
| 1980.  | "You Better Run"             | Australian Singles Chart  | 31.      |
| 1980.  | "You Better Run"             | Billboard Hot 100 (USA)   | 42.      |
| 1980.  | "You Better Run"             | New Zealand Singles Chart | 42.      |
| 1980.  | "You Better Run"             | French Singles Chart      | 55.      |
| 1980.  | "You Better Run"             | RPM100 Singles (Canada)   | 76.      |
| 1980.  | "Hit Me with Your Best Shot" | Billboard Hot 100 (USA)   | 9.       |
| 1980.  | "Hit Me with Your Best Shot" | RPM100 Singles (Canada)   | 10.      |
| 1980.  | "Hit Me with Your Best Shot" | Australian Singles Chart  | 33.      |
| 1981.  | "Treat Me Right"             | RPM100 Singles (Canada)   | 12.      |
| 1981.  | "Treat Me Right"             | Billboard Hot 100 (USA)   | 18.      |
| 1981.  | "Treat Me Right"             | Mainstream Rock (USA)     | 31.      |

### Ljestvice
| Godina | Ljestvica                | Pozicija |
| ------ | ------------------------ | -------- |
| 1980.  | Billboard 200 (USA)      | 2.       |
| 1980.  | RPM100 Albums (Canada)   | 2.       |
| 1980.  | French Album Charts      | 2.       |
| 1980.  | New Zealand Albums Chart | 6.       |
| 1980.  | Australian Albums Chart  | 16.      |
| 1980.  | Swedish Albums Chart     | 27.      |

## Vanjske poveznice
- "Crimes Of Passion" at discogs